# 7e cérémonie des Empire Awards
La 7e cérémonie des Empire Awards a été organisée en 2002 par le magazine britannique Empire, et a récompensé les films sortis en 2001.
Les récompenses sont votées par les lecteurs du magazine.

## Palmarès
Note : les gagnants sont indiqués en premier de chaque catégorie et typographiés en gras.

### Meilleur film
- Le Seigneur des anneaux : La Communauté de l'anneau (The Lord of the Rings : The Fellowship of the Ring)
  - A.I. Intelligence artificielle (Artificial Intelligence: A.I.)
  - Harry Potter à l'école des sorciers (Harry Potter and the Philosopher's Stone)
  - Moulin Rouge
  - Les Autres (The Others)

### Meilleur film britannique
- Le Journal de Bridget Jones (Bridget Jones’s Diary)
  - Enigma
  - Lucky Break
  - Mike Bassett: England Manager
  - The Parole Officer

### Meilleur acteur
- Elijah Wood pour le rôle de Frodon Sacquet dans Le Seigneur des anneaux : La Communauté de l'anneau (The Lord of the Rings : The Fellowship of the Ring)
  - Haley Joel Osment pour le rôle de David dans A.I. Intelligence artificielle (Artificial Intelligence: A.I.)
  - Viggo Mortensen pour le rôle d'Aragorn dans Le Seigneur des anneaux : La Communauté de l'anneau (The Lord of the Rings : The Fellowship of the Ring)
  - Billy Bob Thornton pour le rôle d'Ed Crane dans The Barber
  - Benicio del Toro pour le rôle de Javier Rodriguez dans Traffic

### Meilleur acteur britannique
- Ewan McGregor pour le rôle de Christian dans Moulin Rouge (Moulin Rouge!)
  - Sean Bean pour le rôle de Boromir dans Le Seigneur des anneaux : La Communauté de l'anneau (The Lord of the Rings : The Fellowship of the Ring)
  - Hugh Grant pour le rôle de Daniel Cleaver dans Le Journal de Bridget Jones (Bridget Jones’s Diary)
  - Ian McKellen pour le rôle de Gandalf dans Le Seigneur des anneaux : La Communauté de l'anneau (The Lord of the Rings : The Fellowship of the Ring)
  - Tim Roth pour le rôle du Général Thade dans La Planète des singes (Planet of the Apes)

### Meilleure actrice
- Nicole Kidman pour le rôle de Satine dans Moulin Rouge
  - Frances O'Connor pour le rôle de Monica Swinton dans A.I. Intelligence artificielle (Artificial Intelligence: A.I.)
  - Renée Zellweger pour le rôle de Bridget Jones dans Le Journal de Bridget Jones (Bridget Jones’s Diary)
  - Audrey Tautou pour le rôle d'Amélie Poulain dans Le Fabuleux Destin d'Amélie Poulain
  - Nicole Kidman pour le rôle de Grace Stewart dans Les Autres (The Others)

### Meilleure actrice britannique
- Kate Winslet pour le rôle d'Hester Wallace dans Enigma
  - Helena Bonham Carter pour le rôle d'Ari dans La Planète des singes (Planet of the Apes)
  - Rachel Weisz pour le rôle d'Evelyn O'Connell dans Le Retour de la momie (The Mummy returns)
  - Olivia Williams pour le rôle d'Annabel Sweep dans Lucky Break
  - Catherine Zeta-Jones pour le rôle de Helena Ayala dans Traffic

### Meilleur réalisateur
- Baz Luhrmann pour Moulin Rouge
  - Cameron Crowe pour Presque célèbre (Almost Famous)
  - Steven Spielberg pour A.I. Intelligence artificielle (Artificial Intelligence: A.I.)
  - Peter Jackson pour Le Seigneur des anneaux : La Communauté de l'anneau (The Lord of the Rings : The Fellowship of the Ring)
  - Steven Soderbergh pour Traffic

### Meilleur début
- Orlando Bloom pour le rôle de Legolas dans Le Seigneur des anneaux : La Communauté de l'anneau (The Lord of the Rings : The Fellowship of the Ring)
  - Sharon Maguire pour Le Journal de Bridget Jones (Bridget Jones’s Diary)
  - Daniel Radcliffe, Rupert Grint et Emma Watson pour les rôles de Harry Potter, Ron Weasley et Hermione Granger dans Harry Potter à l'école des sorciers (Harry Potter and the Philosopher's Stone)
  - Keira Knightley pour le rôle de Frances « Frankie » Almond Smith dans The Hole
  - Billy Boyd et Dominic Monaghan pour les rôles de Pippin et Merry dans Le Seigneur des anneaux : La Communauté de l'anneau (The Lord of the Rings : The Fellowship of the Ring)

### Lifetime Achievement Award
- Christopher Lee

### Inspiration Award
- Michael Mann

### Independent Spirit Award
- Alejandro Amenábar pour Les Autres (The Others)
  - Alejandro González Iñárritu pour Amours chiennes (Amores perros)
  - Terry Zwigoff pour Ghost World 
  - Jean-Pierre Jeunet pour Le Fabuleux Destin d'Amélie Poulain